# Yvonne Venegas
Yvonne Venegas Percevault (Long Beach, California, 24 de noviembre de 1970) es una fotógrafa mexicana.

## Biografía y carrera

### Primeros años
Yvonne Venegas Percevault, y su hermana gemela Julieta Venegas Percevault, nacieron el 24 de noviembre de 1970 en Long Beach, California. Desde su nacimiento, ambas fueron llevadas a vivir a Tijuana, Baja California, donde se criaron siendo hijas de los fotógrafos mexicanos Julia Edith Percevault y José Luis Venegas.

### Incursión como fotógrafa
En 1998, cursó el Certificate Program del Centro Internacional de Fotografía en Nueva York. En 2009, hizo una Maestría en Bellas Artes en Artes Visuales en la Universidad de California en San Diego. Ha participado en varias exposiciones colectivas en México, Bélgica, Perú, Polonia, España y Estados Unidos.

## Publicaciones
- Gestus (2015)[5][6]

## Exposiciones
- Museo Universitario Arte Contemporáneo, UNAM, México, 2019.
- Museo MARCO de Monterrey, 2013.
- Museo de Arte Carrillo Gil, 2012.
- Shoshana Wayne Gallery of Santa Monica, California, 2010.
- Name, en Tijuana, Baja California, 2009.
- Marcuse Gallery, Univesity of California, San Diego, 2007.
- Museum of Contemporary Art San Diego, 2006 y 2003.
- Gallery 101, Otawa, 2006.
- Casa de América, Madrid, 2003.
- Museé des Beaux-arts d'Orléans, Francia, 2004.
- Cherry de los Reyes Gallery, Los Ángeles, 2004.
- Centre VU Photo de Quebec, 2002.

## Premios
- Magnum Expression Photography Award, 2010.